# یان کوتسیان
یان کوتسیان (اسلواکی: Ján Kocian؛ زادهٔ ۱۳ مارس ۱۹۵۸) بازیکن سابق و مربی فوتبال اهل اسلواکی است.
از باشگاه‌هایی که در آن بازی کرده‌است می‌توان به باشگاه فوتبال سن پائولی اشاره کرد.
وی همچنین در تیم ملی فوتبال چکسلواکی بازی کرده‌است.